# Клаустрофобија (Код Лиоко)
Клаустрофобија (фр. Claustrophobie) је шеснаеста епизода прве сезоне серије Код Лиоко.

## Опис
Епизода почиње са игром фудбала с Одом и Улриком са једне стране и Хервом и Николасом са друге стране. Јуми и Сиси гледају игру, а Јуми касније одлази јер мора да иде кући. Потом се појави нови дечак на академији, по имену Тео, који жели да пружи помоћ Херву и Николасу јер губе. Херв га сместа замрзи због његових осећања према Сиси.
До краја дана, ствари се за Херва погоршавају када Тео жели да седи са Сиси, Николасом и њим на вечери. Тео каже да жели да се придружи Сисиној дружини, али Херв, бесан, предлаже изазове како би то учинио. Сиси, наиме, прелаже један: да мумификује модел скелета у кабинету за биологију.
После вечере то и чини, али Херв има план да, чим то почне да ради, све каже Џиму да би Тео био избачен. Међутим, Улрик и Од, користећи Кивија обученог у јастучницу, осујетили су овај план, плашећи Херва и Николаса.
Следећег дана су се ствари донекле смириле, све док Ксена није обузео целу трпезарију електричним пољем. На срећу, Џереми, који жели да види Аелиту и Јуми која је Оду оставила свој десерт, изашли су пре тога. Улрик и остали примећују пуцкетање струје и зове Џеремија да би сазнао да ли је у питању Ксена. Да све буде још горе, када Од захвати кваку да изађе, бива ударен струјом.
Након лоцирања активираног торња, Џереми иде у фабрику, а Јуми иде да обавести директора. Џим, г. Делмас и госпођа Херц иду до трпезарије и уверавају се када Џима удари струја при покушају да уђе.
Јуми иде у Лиоко да Аелити помогне. Међутим, пулсације иду на две другачије путање. Видећи ниједно друго решење, раздвајају се. У трпезарији, присутни праве стуб који ће спречити да на њих падне кров. Активира се Хервова клаустрофобија и жели да изађе, али га зауставља Тео, а Сиси му каже да се смири.
У међувремену, у шумском сектору, Аелиту нападају две крабе, док се Јуми појављује на њеној путањи. Она спасава Аелиту, која је наводним жртвовањем уништила обе крабе. Појављује се трећа.
Херв се извињава Теу за своју непристојност. Док се Јуми суочава са крабом, Аелита улази у торањ и деактивира га, а Џереми покреће скок у време. Назад у време, Од Теа упознаје са Јуми и он бива заинтересован за Јапанку.

## Емитовање
Епизода је премијерно емитована 17. децембра 2003. у Француској. У Сједињеним Америчким Државама је емитована 10. маја 2004.